# Paseo de Juan Antonio Vallejo-Nájera Botas
El Paseo de Juan Antonio Vallejo-Nájera Botas (anteriormente, Paseo del Doctor Vallejo-Nájera) es una calle ubicada en los barrios de Acacias e Imperial, Distrito Arganzuela, Madrid. Comienza en la Glorieta de Santa María de la Cabeza, y termina en la Plaza de Francisco Morano. Tiene una longitud de 1,45 kilómetros, y su numeración va del 1 y 2 al 61 y 56. Su nombre viene del psiquiatra y escritor Juan Antonio Vallejo-Nágera Botas.

## Historia
El Paseo de Juan Antonio Vallejo Nájera fue, hasta los años 90, los raíles del antiguo Pasillo de Unión Ferroviaria, que unía las estaciones de Príncipe Pío, Imperial, Peñuelas y Delicias. La de Peñuelas, estaba ubicada en esta calle, en el actual Parque de las Peñuelas. 
En los últimos años del siglo XX, las vías de tren se soterraron, y la calle y los edificios se empezaron a construir. En la actualidad, el Cercanías pasa por debajo del paseo.

### Nombre
El paseo se llamaba desde su construcción Paseo del Doctor Vallejo-Nájera, en honor al psiquiatra Antonio Vallejo-Nájera Lobón, pero debido a la Ley de Memoria Histórica, el Pleno del Ayuntamiento aprobó en 2017 el cambio al nombre actual.

## Recorrido

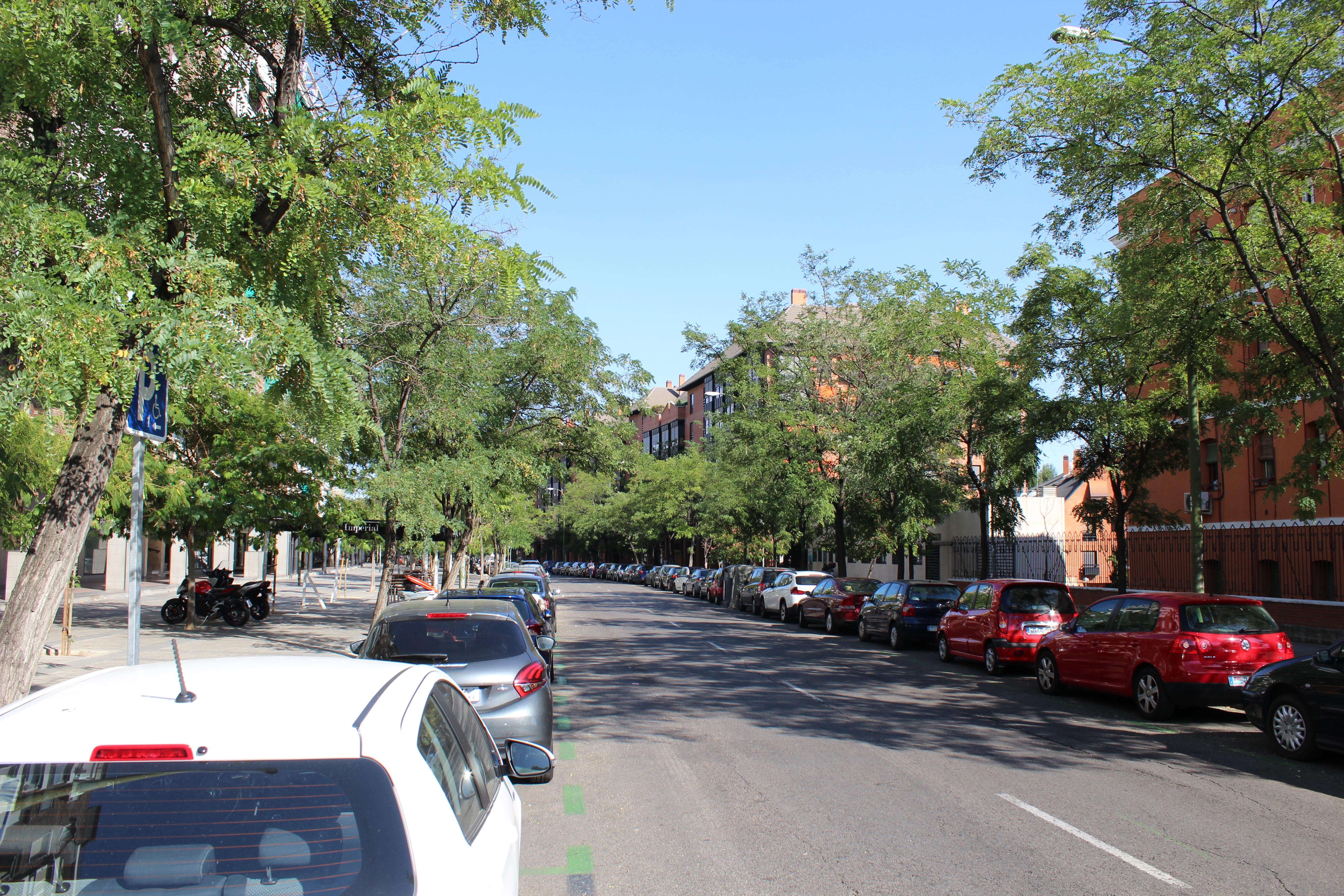
Paseo de Juan Antonio Vallejo-Nájera Botas.

La calle comienza en la Glorieta de Santa María de la Cabeza, y termina en la Plaza de Francisco Morano. Pasa por los barrios de Acacias e Imperial, en el Distrito de Arganzuela. Está dividido en cuatro tramos:
| # | Inicio                               | Fin                       | Notas                                                                     |
| - | ------------------------------------ | ------------------------- | ------------------------------------------------------------------------- |
| 1 | Glorieta de Santa María de la Cabeza | Paseo de la Esperanza     | Tramo peatonal con carril bici.                                           |
| 2 | Paseo de la Esperanza                | Plaza de Ortega y Munilla | 2 carriles de único sentido y carril bici en la acera.                    |
| 3 | Plaza de Ortega y Munilla            | Calle de Toledo           | 2 carriles de único sentido y carril bici y parque en la acera.           |
| 4 | Calle de Toledo                      | Plaza de Francisco Morano | 2 carriles de único sentido, carril bici en la acera y galería comercial. |

El paseo cruza o conecta con las siguientes calles y plazas: Glorieta de Santa María de la Cabeza, Calle de Embajadores, Paseo de Santa María de la Cabeza, Calle de Martín de Vargas, Calle de Ercilla, Calle del Labrador, Calle y Plaza de las Peñuelas, Calle Laurel, Paseo de la Esperanza, Calle de Arganda, Calle del Gasómetro, Calle de los Nogales, Calle de Melilla, Plaza de Ortega y Munilla, Paseo de las Acacias, Paseo de los Olmos, Calle de Toledo, Plaza de Franciscano Morano. La numeración va del 1 y 2 al 61 y 56.

## Edificios e Infraestructura

### Servicios
En el paseo de Juan Antonio Vallejo-Nájera Botas, hay un instituto (IES Juan de la Cierva), una galería comercial (C.C. Pasillo Verde), una pista de baloncesto, una parroquia, un huerto urbano, una residencia de ancianos pública, 2 buzones de Correos.

### Parques

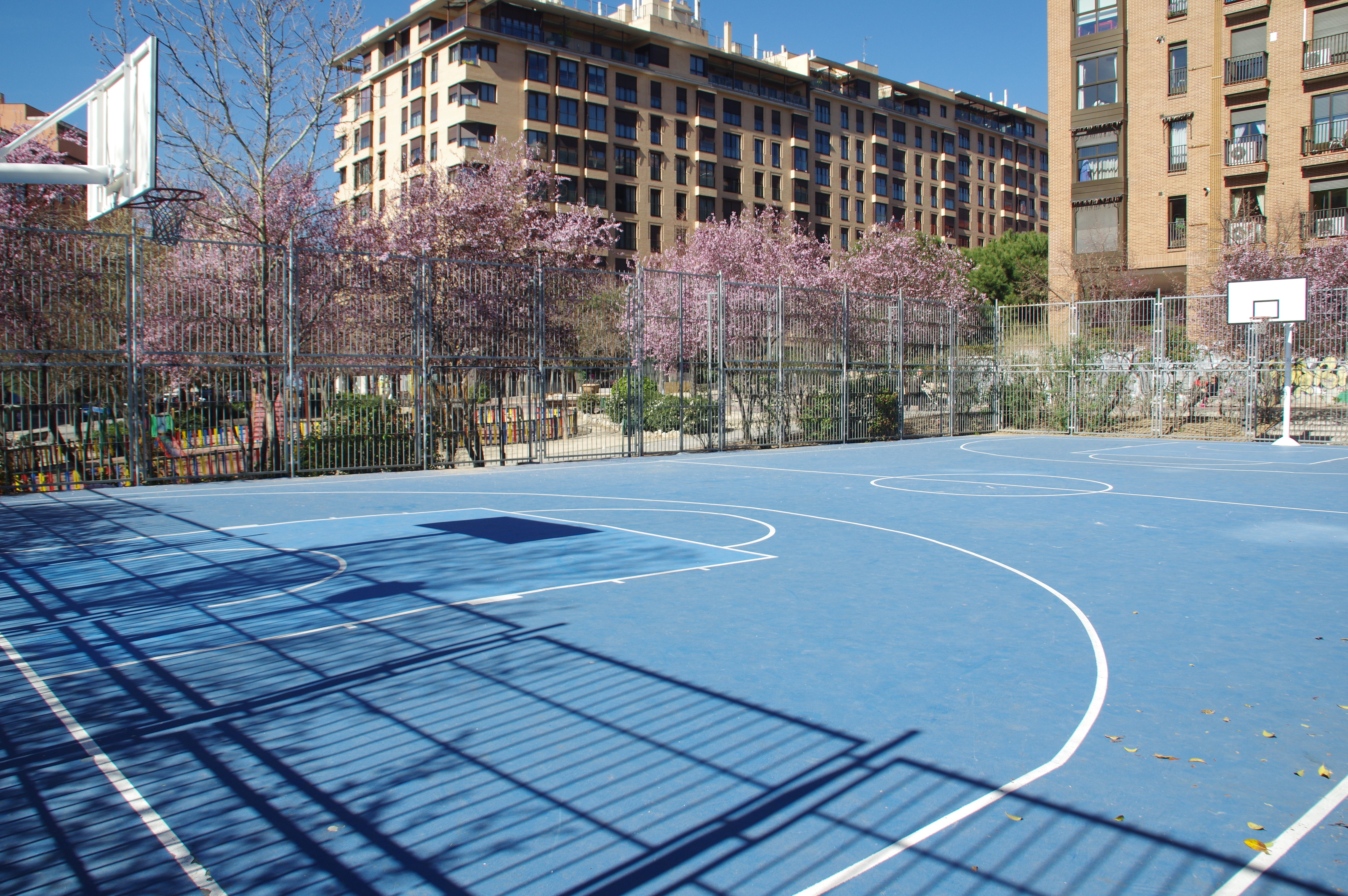
Cancha de baloncesto en el Parque de las Acacias.

Por el recorrido de la calle hay diversos parques. Al principio de la calle, hay un pequeño parque infantil con árboles, bancos y una churrería. Un poco más adelante, está la Plaza de las Peñuelas, que tiene un huerto urbano, un parque infantil y una fuente. Al otro lado de la calle, a la altura de la Calle del Laurel, está el Jardín Párroco Sánchez Cámara, que tiene un extenso parque infantil. Cruzando el Paseo de la Esperanza, se puede encontrar el Parque de las Peñuelas, con un parque infantil, bancos, árboles y un centro deportivo. Entre la Calle del Gasómetro y la Calle de los Nogales, hay un parque con un espacio recreativo infantil, una fuente, árboles y una cancha de baloncesto. Pasada la Plaza de Ortega y Munilla, una de las aceras del paseo es un jardín con un parque infantil y una zona con césped.

### Transporte
| Estaciones de Metro     | Pirámides                                                        |
| Estaciones de Cercanías | Pirámides                                                        |
| Líneas de autobús EMT   | 17 18 23 34 35 36 41 60 62 78 116 118 119 148 E1 N12 N15 N16 N17 |